# La musica di una vita
La musica di una vita (in francese La musique d'une vie) è un romanzo breve dell'autore russo naturalizzato francese Andreï Makine, pubblicato nel 2001.

## Storia editoriale
Il romanzo è stato tradotto in serbo, rumeno, ungherese, spagnolo, inglese, polacco, ebraico, catalano, finlandese, cinese, giapponese, portoghese, norvegese, tedesco, persiano, sloveno, olandese e coreano. La traduzione in italiano è stata pubblicata nel 2003.
Nel 2001 il libro ha vinto il Grand Prix RTL-Lire.

## Trama
In una notte di tempesta, un viaggiatore proveniente dall'estremo oriente siberiano, si ferma in una piccola stazione con tutti i passeggeri del suo treno, che si è guastato. La rassegnazione che vede nei compagni di viaggio, induce l'uomo a riflettere sui comportamenti dell'Homo Sovieticus, di cui ha sentito parlare durante l'ascolto clandestino delle radio Occidentali. D'improvviso si accorge di avvertire un suono di pianoforte in qualche parte della stazione persa nel deserto di neve. Comincia a cercare e trova, al piano superiore dell'edificio un uomo che, davanti a un pianoforte a coda, suona piangendo. I due fanno conoscenza: il pianista si chiama Aleksej Berg e insieme i due, quando finalmente arriva un treno per Mosca, viaggiano in un vagone di coda. Così Berg racconta la sua storia.
Nel maggio del 1941, il ventunenne Berg, figlio di due artisti, doveva esordire come pianista, ma, mentre era in strada, vide un suo vicino che, passandogli accanto come per caso, gli sussurrò di non tornare a casa. Da una posizione in un caseggiato confinante, il ragazzo vide la polizia nell'appartamento della sua famiglia, perciò, appena possibile, riuscì a scappare a bordo dell'auto di suo padre. Raggiunta l'Ucraina si nascose dapprima da una zia, ma poi trovò opportuno mischiarsi ai soldati che combattevano sul confine polacco contro i soldati della Germania nazista. Trovato tra i molti caduti un giovane che gli somigliava, ne assunse prontamente l'identità e divenne Sergej Maltsev. Durante gli anni del conflitto non si sentì mai al sicuro perché ogni tanto qualche compaesano del morto si stupiva di lui, ma non riuscirono mai a smascherarlo.
Le cose cambiarono quando un generale lo volle come autista. Erano sempre in missione, anche a guerra finita, e lui non si congedava mai. Cercò notizie dei genitori con la sua falsa identità. Il generale si insospettì, ma gli era affezionato e se lo portò a casa, a Mosca, dove aveva una figlia piuttosto viziata. La ragazza strapazzava molta musica al pianoforte e un giorno volle insegnare un piccolo brano a Sergej, quindi un altro. Questo costringeva il pianista a fingersi un inetto, ma non sapeva come sottrarsi alla situazione. Finché una sera, durante i festeggiamenti per il fidanzamento della ragazza, lei lo volle al pianoforte per esibirlo agli ospiti. Dapprima Sergej si prestò, poi, per un moto incontrollabile, riemerse il pianista che era stato e suonò nel silenzio incredulo di tutti, liberando se stesso senza più paure.
Seguì la sua condanna, la deportazione e la detenzione senza sconti. Seppe della morte dei genitori e, quando fu libero, visse in una Mosca che il suo interlocutore non riconosceva, perché quasi sotterranea e nota solo a chi non voleva farsi notare dalle autorità. Alla fine del viaggio, Aleksej Berg porta il nuovo amico al suo alloggio e la sera, come per un miracolo, i due vanno insieme a un concerto che si tiene in un capannone delle Ferrovie. Il locale è vuoto, ma ben presto le panche si riempiono di silenziosi ascoltatori.

## Edizioni in italiano
- Andreï Makine, La musica di una vita, traduzione di Annamaria Ferrero, collana L'arcipelago Einaudi n. 38, Torino, Einaudi, 2003